# Шравасти (округ)
Шравасти (хинди श्रावस्ती, англ. Shravasti) — округ в индийском штате Уттар-Прадеш. Административный центр — город Бхинга. Площадь округа — 1126 км². По данным всеиндийской переписи 2001 года население округа составляло 1 175 428 человека. Уровень грамотности взрослого населения составлял 34,25 %, что ниже среднеиндийского уровня (59,5 %). В состав округа Шравасти входят два техсила — Бхинга и Икауна.